# Cu gáy
Cu gáy (danh pháp khoa học: Streptopelia chinensis) là một loài chim trong họ Columbidae.. Chúng là loài chim bồ câu khá quen thuộc với nông thôn Việt Nam.

## Đặc điểm sinh học

### Hình dáng
- Lông: Đầu, gáy và mặt bụng nâu nhạt hơi tím hồng, đỉnh và hai bên đầu phớt xám, cằm và họng có khi trắng nhạt, đùi, bụng và dưới đuôi màu hơi nhạt hơn. Lông hai bên phần dưới cổ và lưng trên đen có điểm tròn trắng ở mút tạo thành một nửa vòng hở về phía trước cổ. Mặt lưng nâu, các lông có viền hung nhạt rất hẹp.

Lông bao cánh nhỏ và nhỡ phía trong nâu nhạt với thân lông đen nhạt, các lông phía ngoài xám tro. Lông cánh nâu đen có viền xám rất hẹp ở mút và mép ngoài. Lông đuôi giữa Nâu sẫm, các lông hai bên chuyển dần thành đen với phần mút lông trắng.
- Mắt nâu đỏ hay nâu với vòng đỏ ở trong. Mép mí mắt đỏ.
- Mỏ đen.
- Chân đỏ xám.
- Kích thước:
  - Đực: cánh: 140 - 166, đuôi: 140 - 170; giò: 25 - 30; mỏ: 12 - 20mm.
  - Cái: cánh: 140 - 160; đuôi: 135 - 170; giò: 21 - 31; mỏ 14 - 21mm..

## Phân loài
- S. c. ceylonensis
- S. c. chinensis
- S. c. edwardi
- S. c. formosa
- S. c. forresti
- S. c. hainana
- S. c. setzeri
- S. c. suratensis
- S. c. tigrina (Temminck, 1810)
- S. c. vacillans

## Phân bổ
- Thế giới: Nam Trung Quốc, Lào, Campuchia, Thái Lan, Miến Điện, Mã Lai, Singapore, Philippines, Indonesia, Úc
- Việt Nam: có thể tìm thấy loài này ở khắp các vùng đồng bằng

## Hình ảnh

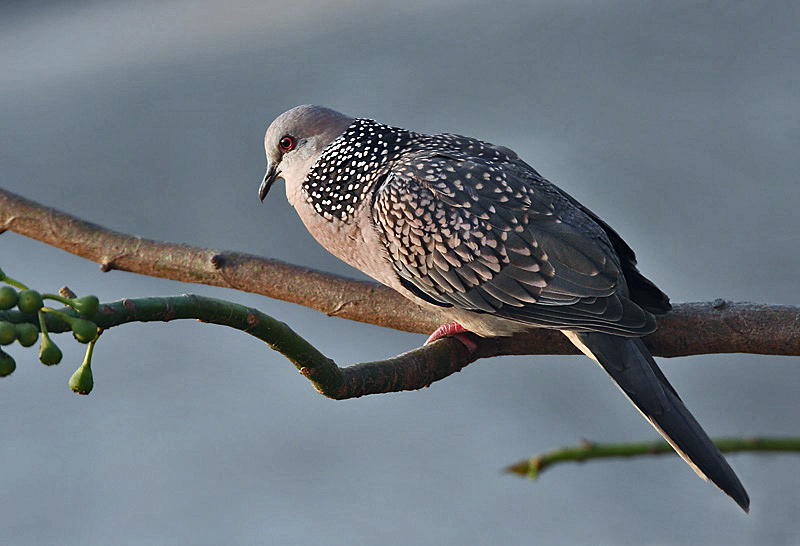
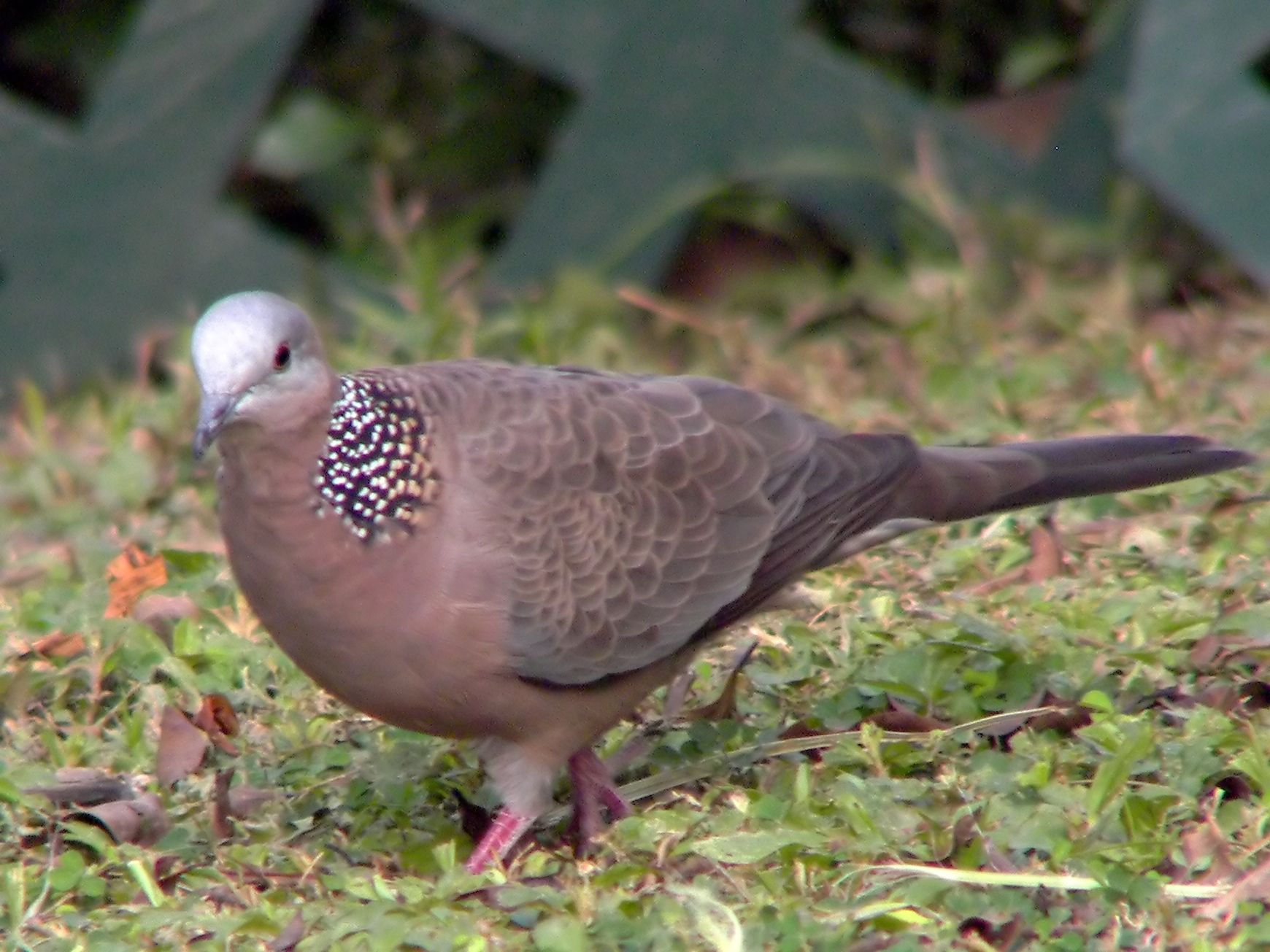
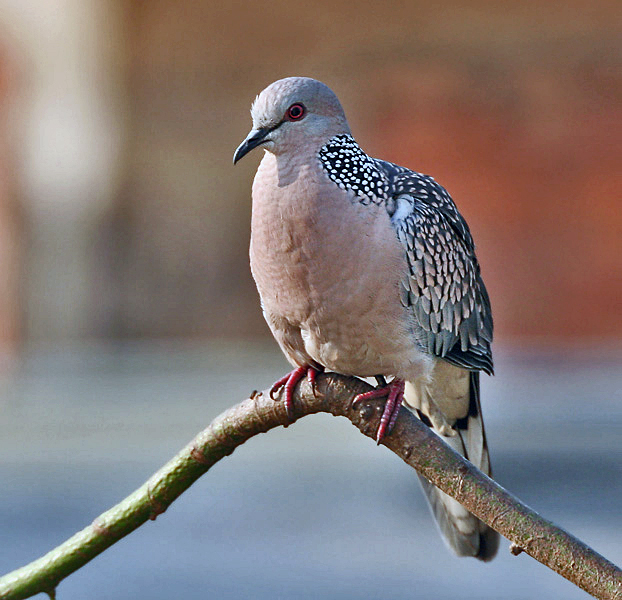
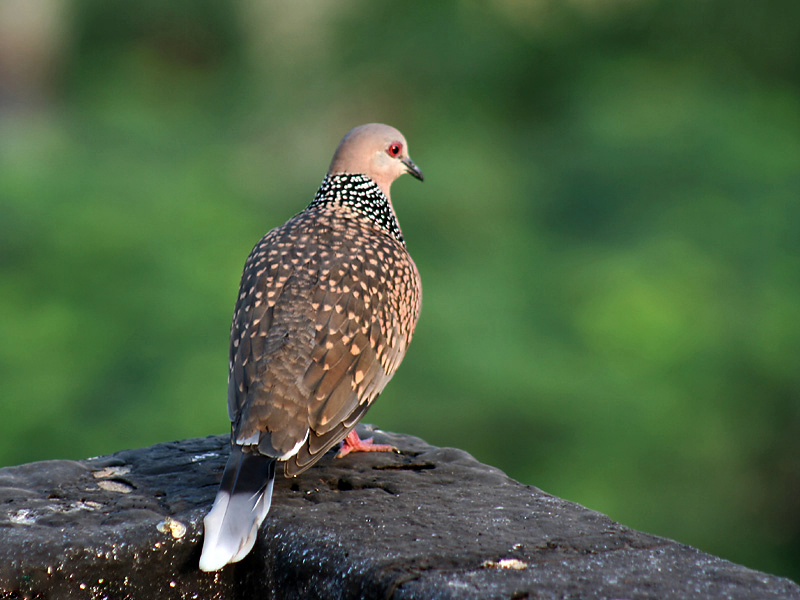
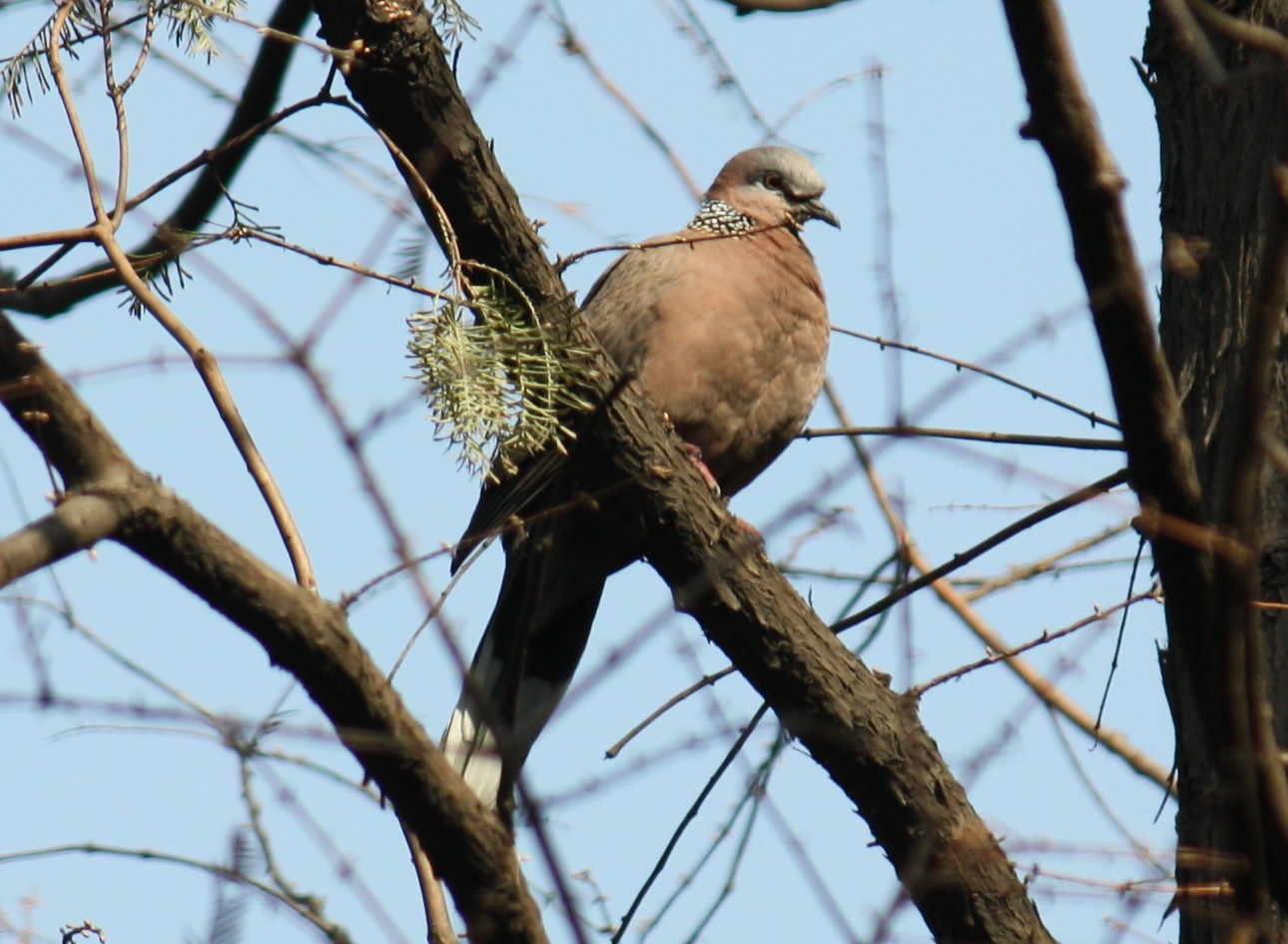
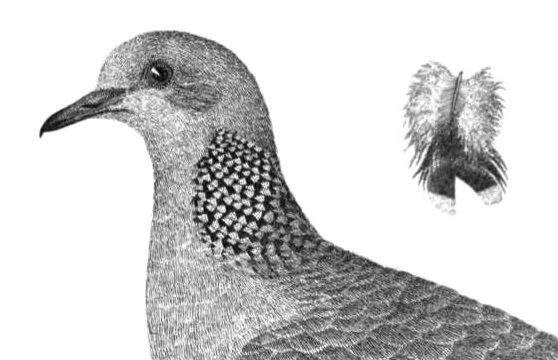
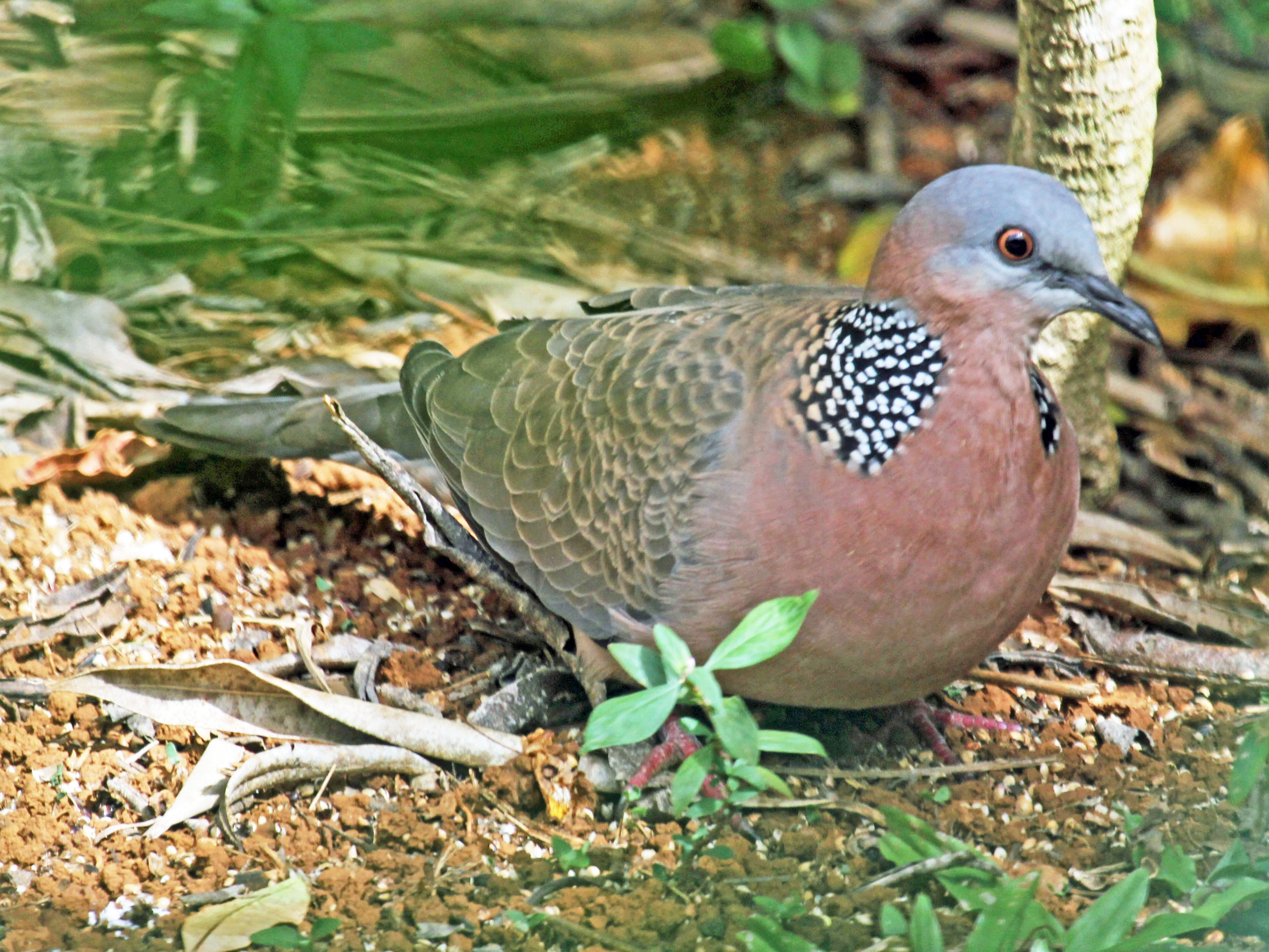